# Peking Duk
Peking Duk je elektronska glasbena skupina, ki jo sestavljajo didžeji in glasbena producenta Adam Hyde in Reuben Styles. Par je prvič pritegnil pozornost leta 2012 z izdajo bootleg remiksa Passion Pit. Njihova največja uspešnica "High" je dosegla 5. mesto na lestvici singlov ARIA Pomembni festivali, na katerih so nastopili so vključujejo Falls Festival, Spilled Milk, Splendor in the Grass in Big Day Out. 
Peking Duk sta leta 2010 v Canberri v Avstraliji ustanovila Adam Hyde in Reuben Styles.